# Cristina Marsillach
Cristina Marsillach del Río (Madrid, 30 de septiembre de 1963) es una actriz española.

## Biografía
Marsillach nació en Madrid, en el seno de una familia de actores, hija de Adolfo Marsillach y de Teresa del Río, quien fue Miss España en 1960. Su hermana, Blanca Marsillach, también es actriz.
Debutó a los trece años en la serie de televisión La señora García se confiesa. Prosiguió su carrera con apariciones en El poderoso influjo de la luna, Crimen en la familia, El mar y el tiempo y Últimas tardes con Teresa. También apareció en programas de televisión como Segunda enseñanza y Las pícaras. Su reconocimiento internacional llegó con sus papeles protagónicos en las películas Mil veces adiós (1986), en la que actuó junto a Tom Hanks, y Opera, del cineasta italiano Dario Argento.

## Filmografía

### Cine y televisión
- 2021 - Simple Like Silver
- 1994 - Schwarz greift ein
- 1992 - Un posto freddo in fondo al cuore
- 1991 - Barocco
- 1991 - L'amour maudit de Leisenbohg
- 1991 - Donne armate
- 1990 - Le gorille
- 1989 - El mar y el tiempo
- 1989 - Marrakech Express
- 1989 - Quattro storie di donne
- 1989 - 'O re
- 1988 - I giorni del commissario Ambrosio
- 1988 - I ragazzi di via Panisperna
- 1988 - Treno di panna
- 1987 - Tenerezza
- 1987 - Opera
- 1986 - Mil veces adiós
- 1986 - Segunda enseñanza
- 1985 - La gabbia
- 1985 - Crimen en familia
- 1984 - Todo va mal
- 1984 - Últimas tardes con Teresa
- 1983 - 1919, crónica del alba
- 1983 - Las pícaras
- 1982 - Estoy en crisis
- 1982 - Adolescencia
- 1981 - El poderoso influjo de la luna
- 1976 - La señora García se confiesa